# Elliot Grandin
Elliot Grandin (* 17. Oktober 1987 in Caen) ist ein französischer Fußballspieler kongolesischer Abstammung.

## Karriere
Elliot Grandin startete im Jahr 2004 seine Karriere als Profifußballer in seiner Heimatstadt bei SM Caen. Nach dreieinhalb Jahren, in denen er sich in die erste Mannschaft spielen konnte und mit dem Durchbruch in der ersten Liga in der Saison 2007/08, verpflichtete ihn der französische Spitzenclub Olympique Marseille im Januar 2008. Dort kam er aber nur selten zum Einsatz und wurde im Januar 2009 für fünf Monate zum Ligarivalen Grenoble Foot ausgeliehen. Nach acht torlosen Partien kehrte er wieder zurück zu seinem Stammverein, von dem er schließlich im September 2009 entlassen wurde. 2010 spielte er kurzzeitig für ZSKA Sofia.
Am 12. August 2010 wechselte Grandin zum Premier-League-Aufsteiger FC Blackpool, wo er einen Vertrag bis Ende Juni 2012 unterzeichnete. Des Weiteren hat er sich mit dem Verein auf eine Vertragsoption auf ein weiteres Jahr geeinigt.
Am 29. Januar 2012 wurde er bis zum Saisonende an OGC Nizza ausgeliehen.
Am 2. August 2013 wechselte er ablösefrei zum Premier-League-Aufsteiger Crystal Palace.
Nachdem er für Palace nicht einmal zum Einsatz gekommen war, wechselte er im Februar 2014 zum zweiten Mal zum FC Blackpool. Mit Blackpool sicherte er sich in der Saison 2013/14 den Klassenverbleib in der Football League Championship. Im August 2014 verließ er den Klub wieder und schloss sich den rumänischen Erstligisten Astra Giurgiu an. Dort kam er nur zweimal zum Einsatz. Nach Ende der Spielzeit 2014/15 war er ein Vierteljahr ohne Verein, ehe ihn der saudi-arabische Zweitligist Al-Nahda Club unter Vertrag nahm. Im Februar 2016 holte ihn Shrewsbury Town zurück nach England in die Football League One. Seit Juli 2016 war er wieder vereinslos. Anfang 2017 nahm in der zyprische Erstligist Ermis Aradippou unter Vertrag. Er erreichte mit seinem Klub am Ende der Spielzeit 2016/17 den Klassenerhalt.
Im Sommer 2017 wurde sein Vertrag auf Zypern nicht verlängert. Grandin war ein halbes Jahr ohne Verein, ehe er sich im Januar 2018 dem französischen Viertligisten Étoile Fréjus-Saint-Raphaël anschloss. In der Saison 2019/20 spielt er für die JS Saint-Pierre auf der Insel Réunion.

## Erfolge
- 2006/07: Aufstieg in die Ligue 1 (mit SM Caen)